# RCA Championships 2002
RCA Championships 2002 — тенісний турнір, що проходив на кортах з твердим покриттям у місті Індіанаполіс, IN, USA з 12 серпня . Належав до категорії ATP International Series Gold. Був турніром серії Indianapolis Tennis Championships 2002 року.

## Фінальна частина

### Одиночний розряд
Грег Руседскі —  Фелікс Мантілья Ботелья 6–7(6–8), 6–4, 6–4

### Парний розряд
Марк Ноулз (тенісист) /  Деніел Нестор —  Магеш Бгупаті /  Максим Мирний 7–6(7–4), 6–7(5–7), 6–4